# Solenysa protrudens
Espèce
Synonymes
- Solenysa circularis Gao, Zhu & Sha, 1993

Solenysa protrudens est une espèce d'araignées aranéomorphes de la famille des Linyphiidae.

## Distribution
Cette espèce est endémique du Zhejiang en Chine,.

## Systématique et taxinomie
L'espèce Solenysa lanyuensis a été prise pour Solenysa protrudens par Tu et Li en 2006.

## Publication originale
- Gao, Zhu & Sha, 1993 : Two new species of the genus Solenysa from China (Araneae: Linyphiidae: Erigoninae). Acta Arachnologica Sinica, vol. 2, p. 65-68.